# William Warham
William Warham (ur. ok. 1450 w Malshanger (Hampshire), zm. 22 sierpnia 1532 w Canterbury) – angielski duchowny katolicki, arcybiskup Canterbury.

## Życiorys
Urodził się około 1450 roku w Malshanger. Uczył się w New College, gdzie w 1486 roku uzyskał stopień doktora prawa cywilnego. Był częstym wysłannikiem króla Henryka VIII na misje dyplomatyczne. Przez kilka lat był także Mistrzem Rejestru. W 1493 roku przyjął święcenia kapłańskie. 20 października 1501 roku został wybrany biskupem Londynu, a 25 września 1502 roku przyjął sakrę. 29 listopada 1503 roku został arcybiskupem Canterbury. Od 1502 roku pełnił funkcję strażnika Wielkiej Pieczęci, a w styczniu 1504 roku został Lordem kanclerzem. W 1515 rokiu zrezygnował z urzędu na rzecz kardynała Thomasa Wolseya. Sprzeciwiał się planom Henryka VIII dotyczącym reformacji i gdy król ogłosił się Głową Kościoła w Anglii opublikował stanowczy protest przeciwko uchwałom Parlamentu Reformacyjnego. Zmarł 22 sieprnia 1532 roku w Canterbury.